# Tomasz Bednarek
Tomasz Bednarek (Pabianice, 12 november 1981) is een Poolse tennisspeler. Hij heeft nog geen ATP-toernooi gewonnen, wel stond hij vier keer in het dubbelspel in de finale. Hij deed al mee aan Grand Slams. Hij heeft twintig challengers in het dubbelspel op zijn naam staan.

## Palmares dubbelspel
| Nr.                              | Datum             | Toernooi       | Ondergrond    | Partner            | Tegenstanders in finale                    | Score                | Details |
| -------------------------------- | ----------------- | -------------- | ------------- | ------------------ | ------------------------------------------ | -------------------- | ------- |
| Verloren finales herendubbel     |                   |                |               |                    |                                            |                      |         |
| 1.                               | 9 mei 2010        | ATP Belgrado   | Gravel        | Mateusz Kowalczyk  | Santiago González Travis Rettenmaier       | 6-7, 1-6             | Details |
| 2.                               | 14 juli 2013      | ATP Stuttgart  | Gravel        | Mateusz Kowalczyk  | Facundo Bagnis Thomaz Bellucci             | 6-2, 4-6, [9-11]     | Details |
| 3.                               | 29 september 2013 | ATP Bangkok    | Hardcourt (I) | Johan Brunström    | Jamie Murray John Peers                    | 3-6, 6-3, [6-10]     | Details |
| 4.                               | 13 april 2014     | ATP Casablanca | Gravel        | Lukáš Dlouhý       | Jean-Julien Rojer Horia Tecău              | 2-6, 2-6             | Details |
| Gewonnen challengers herendubbel |                   |                |               |                    |                                            |                      |         |
| 1.                               | 10 juli 2006      | Poznań         | Gravel        | Michał Przysiężny  | Vasilis Mazarakis Jan Mertl                | 6-3, 3-6, [10-8]     |         |
| 2.                               | 1 oktober 2007    | Bergen         | Hardcourt (I) | Filip Polášek      | Philipp Petzschner Alexander Peya          | 6-2, 5-7, [10-8]     |         |
| 3.                               | 9 juni 2008       | Košice         | Gravel        | Igor Zelenay       | Miguel Ángel López Jaén Carlos Poch-Gradin | 6-1, 4-6, [13-11]    |         |
| 4.                               | 14 september 2009 | Szczecin       | Gravel        | Mateusz Kowalczyk  | Oleksandr Dolgopolov Artem Smirnov         | 6-3, 6-4             |         |
| 5.                               | 5 oktober 2009    | Tarragona      | Gravel        | Mateusz Kowalczyk  | Flavio Cipolla Alessandro Motti            | 6-1, 6-1             |         |
| 6.                               | 19 oktober 2009   | Florianópolis  | Gravel        | Mateusz Kowalczyk  | Daniel Gimeno Traver Pere Riba             | 6-1, 6-4             |         |
| 7.                               | 12 april 2010     | Rome           | Gravel        | Mateusz Kowalczyk  | Jeff Coetzee Jesse Witten                  | 6-4, 7-64            |         |
| 8.                               | 28 maart 2011     | St. Brieuc     | Gravel (I)    | Andreas Siljeström | Grégoire Burquier Romain Jouan             | 6-4, 64-7, [14-12]   |         |
| 9.                               | 3 oktober 2011    | Palermo        | Gravel        | Mateusz Kowalczyk  | Alexander Bury Andrei Vasilevski           | 6-2, 6-4             |         |
| 10.                              | 19 maart 2012     | Rimouski       | Hardcourt (I) | Olivier Charroin   | Jaan-Frederik Brunken Stefan Seifert       | 6-3, 6-2             |         |
| 11.                              | 11 juni 2012      | Košice         | Gravel        | Mateusz Kowalczyk  | Vladimir Ignatik Andrei Vasilevski         | 6-2, 5-7, [14-12]    |         |
| 12.                              | 2 juli 2012       | Braunschweig   | Gravel        | Mateusz Kowalczyk  | Harri Heliövaara Denys Molchanov           | 7-5, 61-7, [10-8]    |         |
| 13.                              | 1 oktober 2012    | Bergen         | Hardcourt (I) | Jerzy Janowicz     | Michaël Llodra Édouard Roger-Vasselin      | 7-5, 4-6, [10-2]     |         |
| 14.                              | 1 april 2013      | Saint-Brieuc   | Hardcourt (I) | Andreas Siljeström | Jesse Huta Galung Konstantin Kravtsjoek    | 6-3, 4-6, [10-7]     |         |
| 15.                              | 1 juli 2013       | Braunschweig   | Gravel        | Mateusz Kowalczyk  | Andreas Siljeström Igor Zelenay            | 6-2, 7-6(4)          |         |
| 16.                              | 20 januari 2014   | Heilbronn      | Hardcourt (I) | Henri Kontinen     | Ken Skupski Neal Skupski                   | 3-6, 7-6(3), [12-10] |         |
| 17.                              | 31 maart 2014     | Le Gosier      | Hardcourt     | Adil Shamasdin     | Gero Kretschmer Michael Venus              | 7-5, 6-7(5), [10-8]  |         |
| 18.                              | 4 oktober 2015    | Rome           | Gravel        | Mateusz Kowalczyk  | Íñigo Cervantes Huegun Mark Vervoort       | 6-2, 6-1             |         |
| 19.                              | 11 juni 2016      | Praag          | Gravel        | Nikola Mektić      | Zdeněk Kolář Matej Vocel                   | 6-4, 5-7, [10-7]     |         |
| 20.                              | 2 juli 2017       | Milaan         | Gravel        | David Pel          | Filippo Baldi Omar Giacalone               | 6-1, 6-1             |         |

## Prestatietabel (Grand Slam) dubbelspel
| Legenda | Legenda                          |
| ------- | -------------------------------- |
| g.t.    | geen toernooi gehouden           |
| l.c.    | lagere categorie                 |
| –       | niet deelgenomen                 |
| G       | uitgeschakeld in de groepsfase   |
| 1R      | uitgeschakeld in de eerste ronde |
| 2R      | uitgeschakeld in de tweede ronde |
| 3R      | uitgeschakeld in de derde ronde  |
| 4R      | uitgeschakeld in de vierde ronde |
| KF      | uitgeschakeld in de kwartfinale  |
| HF      | uitgeschakeld in de halve finale |
| F       | de finale verloren               |
| W       | het toernooi gewonnen            |
| w-v     | winst/verlies-balans             |

| Grandslamtoernooien   |               |               |               |               |        |
| Australian Open       | –             | 2R            | 1R            | –             | 1-2    |
| Roland Garros         | 1R            | KF            | 1R            | –             | 3-3    |
| Wimbledon             | 1R            | 2R            | 1R            | –             | 1-3    |
| US Open               | –             | 1R            | 1R            | 1R            | 0-2    |
| Winst-verlies         | 0–2           | 5-4           | 0-4           | 0-1           | 5-11   |
| ATP World Tour Finals |               |               |               |               |        |
| ATP World Tour Finals | –             | –             | –             | –             | 0-0    |
| Olympische Spelen     |               |               |               |               |        |
| Olympische Spelen     | geen toernooi | geen toernooi | geen toernooi | geen toernooi | 0-0    |
| Statistieken          |               |               |               |               |        |
| Totaal aantal titels  | 0             | 0             | 0             | 0             | 0      |
| Eindejaarsranking     | 96            | 59            | 77            | 204           | n.v.t. |